# Grbavica (film)
Grbavica je film iz Bosne i Hercegovine rediteljke Jasmile Žbanić. Film je koprodukcija Bosne i Hercegovine, Austrije, Njemačke i Hrvatske uz pomoć ZDF-a i TV kanala ARTE.
Film je premijerno prikazan na Međunarodnom filmskom festivalu u Berlinu 12. februara 2006. godine.

## Radnja
U Sarajevskom naselju Grbavica, desetak godina nakon završetka rata devedesetih, sredovječna Esma kao samohrana majka živi sa svojom dvanaestogodišnjom ćerkom Sarom. Nakon rata život u naselju još sasvim ne funkcioniše, a Esma sa socijalnom pomoći koju prima teško izdržava sebe i Saru, te se zapošljava kao konobarica u noćnom klubu gde se počne zbližavati sa kolegom Peldom.
Sara veruje da je njezin otac časno poginuo, ali ne zna gde i kako. Jednog dana kada joj zatreba potvrda za školski izlet saznaje ko joj je stvarno otac. Majka ju je lagala i nije ispričala da je ona plod silovanja kojeg je Esma bila žrtva u logoru za ratne zarobljenike.

## Uloge
| Glumac                 | Uloga  |
| ---------------------- | ------ |
| Mirjana Karanović      | Esma   |
| Luna Mijović           | Sara   |
| Leon Lučev             | Pelda  |
| Andisva Kedama         | Amanda |
| Kenan Ćatić            | Samir  |
| Jasna Ornela Beri      | Sabina |
| Dejan Aćimović         | Čenga  |
| Bogdan Diklić          | Saran  |
| Emir Hadžihafizbegović | Puška  |
| Hasija Borić           | Fadila |

## Nagrade
Film Grbavica je učestvovao na brojnim festivalima i osvojio nagrade:
- Međunarodni filmski festival u Berlinu 2006. godine - Zlatni medved, Nagrada ekumenskog žirija, Peace Film Award
- Festival evropskog filma u Briselu 2006. godine - Nagrada za najbolju glumicu, nagrada Canvas TV Prize za najbolji film
- Evropska filmska nagrada 2006. godine - nominacije u kategorijama evropske glumice i evropskog filma
- Filmski festival u Jerusalimu 2006. godine - nagrada In Spirit for Freedom za najbolji film
- Međunarodni filmski festival u Rejkjaviku 2006. godine - nagrada Golden Puffin za najbolji film
- Filmski festival u Solunu 2006. godine - nagrada Woman & Equality Jasmili Žbanić
- Međunarodni filmski festival u Portlandu 2007. godine - Nagrada publike

## Spoljašnje veze
- Zvanični veb-sajt (jezik: njemački)(jezik: engleski)
- Grbavica na sajtu  (jezik: engleski)
- Grbavica na sajtu  (jezik: engleski)
- Grbavica na veb-sajtu  (jezik: engleski)
- Grbavica na sajtu  (jezik: engleski)